# Morogues
Morogues ist eine französische Gemeinde mit 423 Einwohnern (Stand: 1. Januar 2022) im Département Cher in der Region Centre-Val de Loire. Sie gehört zum Arrondissement Bourges und zum Kanton Saint-Germain-du-Puy.

## Geografie
Etwa 23 Kilometer nordöstlich von Bourges gelegen befindet sich Morogues in der Champagne berrichonne. Der Ort liegt am Oberlauf des Flusses Colin.
Umgeben wird Morogues von den Nachbargemeinden Henrichemont im Nordwesten und Norden, Humbligny im Nordosten und Osten, Saint-Céols im Südosten, Aubinges im Süden sowie Parassy im Südwesten und Westen.

## Bevölkerungsentwicklung
| Jahr                       | 1962 | 1968 | 1975 | 1982 | 1990 | 1999 | 2011 | 2019 |
| Einwohner                  | 562  | 492  | 397  | 376  | 456  | 424  | 422  | 436  |
| Quellen: Cassini und INSEE |      |      |      |      |      |      |      |      |

## Sehenswürdigkeiten
- Kirche Saint-Symphorien aus dem 12. Jahrhundert, seit 1926 Monument historique. Die Kirche bewahrt eine unter Denkmalschutz stehende Kirchenbank (15. Jh.) aus der früheren Sainte Chapelle zu Bourges.
- Schloss Maupas, seit 1992 Monument historique
- Wassermühle Quenouille

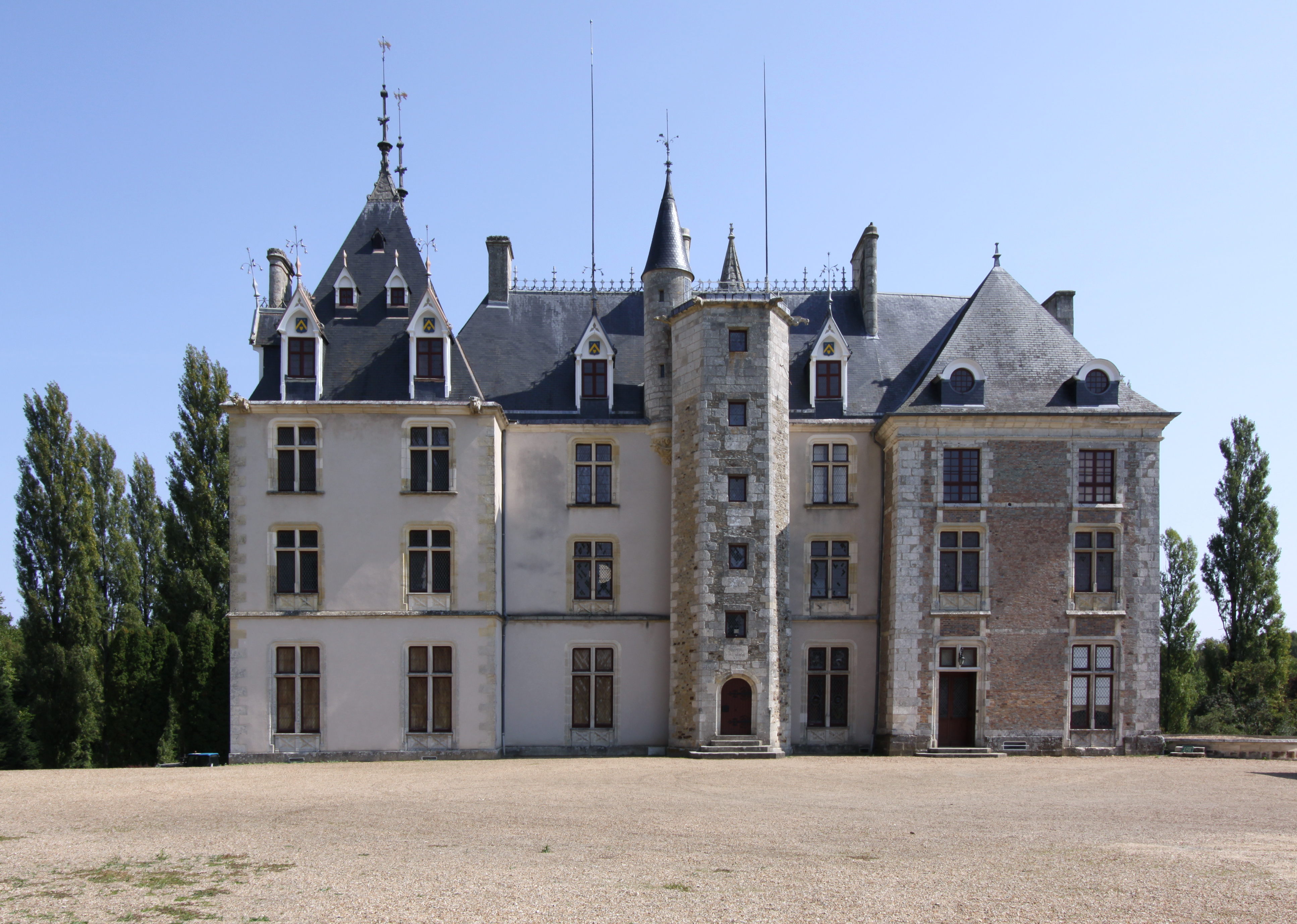
Schloss Maupas
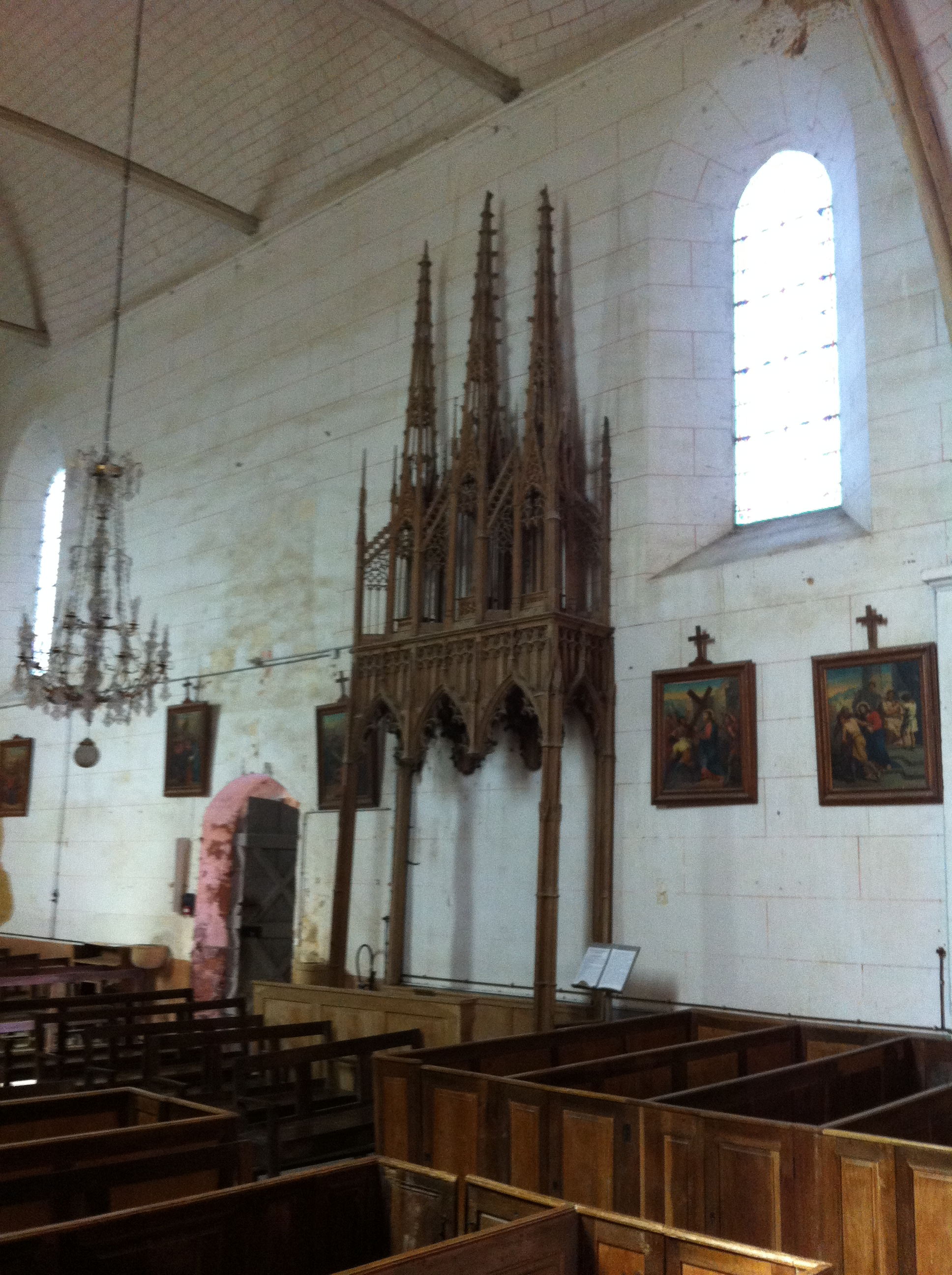
Innenansicht der Kirche Saint-Symphorien